# Красухин, Константин Геннадьевич
Константи́н Генна́дьевич Красу́хин (род. 15 июня 1962) — советский и российский лингвист и филолог-классик, специалист по сравнительно-историческому языкознанию, исторической грамматике древнегреческого и латинского языков, теоретической морфологии и синтаксису. Доктор филологических наук. Один из авторов Большой Российской энциклопедии.

## Биография
Родился в семье критика и литературоведа Г. Г. Красухина.
В 1979—1984 годах учился на филологическом факультете МГУ, в 1984—1987 годах — аспирант кафедры классической филологии МГУ (научный руководитель — профессор О. С. Широков).
Кандидатская диссертация «Диахронические архаизмы и становление глагольной системы греческого языка древнейшего периода (аблаутно-акцентный и дейктический аспект)» (М., 1988).
В 1988—1991 годах — редактор, научный редактор редакции литературы по языкознанию издательства «Наука».
С 1991 года работает в Институте языкознания РАН, заведующий сектором общей компаративистики.
Докторская диссертация «Аспекты индоевропейской реконструкции: Акцентология. Морфология. Синтаксис» (М., 1999).

## Научная деятельность
В своих трудах разработал оригинальную концепцию аблаутно-акцентной парадигмы, связывающей уровни ударения, морфологии и синтаксиса праиндоевропейского языкового состояния; предложил свою трактовку закона Вакернагеля, реконструировал особый тип импликативных связей высказываний в древних вотивных и законодательных текстах. Отдельные публикации посвящены древнегреческой лирике, культурологии, этике.
Преподавал и преподаёт в ряде московских и подмосковных вузов античную культуру, общее, сравнительно-историческое языкознание, древнегреческий, латинский язык, историческую грамматику этих языков.
Автор около 150 работ, опубликованных в России и за рубежом, в том числе монографий.

### Научные труды

#### Монографии
- Аспекты индоевропейской реконструкции: Акцентология. Морфология. Синтаксис. — М.: Языки славянской культуры, 2004. — 456 с. ISBN 5-94457-109-8
- Введение в индоевропейское языкознание: Курс лекций. — М.: Издательский центр «Академия», 2004. — 320 с. ISBN 5-7695-0900-7
Сравнительно-историческое языкознание. Введение в индоевропейское языкознание. — М.: Юрайт, 2021. — 314 с.
- Очерки по реконструкции индоевропейского синтаксиса. — М.: Наука, 2005. — 239 с. ISBN 5-02-033914-8
- Откуда есть пошло слово: Популярные очерки по этимологии и семантике. — М.: Изд-во МГУЛес, 2006. — 196 с. Второе издание: М.: Наука, 2008. — 187 с. ISBN 978-5-02-036017-4
- Philologica parerga: статьи по этимологии и теории культуры. — М.: Языки славянской культуры, 2015. — 512 с. — (Studia philologica). — ISBN 978-5-94457-234-9
- «Глагол добро есть»: современные подходы к изучению индоевропейской флексии. — М.: ФЛИНТА, 2015. — ISBN 978-5-9765-2435-4.

#### Статьи
- К истокам и функции индоевропейского родительного падежа // Вестник Московского университета. Серия 9 «Филология». — 1985. — № 3. — С. 78—85.
- К вопросу о взаимоотношении индоевропейского активного и среднего залога // Вопросы языкознания. — 1987. — № 6. — С. 21—32.
- Некоторые проблемы реконструкции индоевропейского синтаксиса (в связи с выходом книги Ю. С. Степанова «Индоевропейское предложение») // Вопросы языкознания. — 1990. — № 6. — С. 71—84.
- Studien zu den Beziehungen zwischen protoindoeuropäischen Verben und Nomina // Indogermanische Forschungen[англ.]. — 1996. — Bd. 101 . — S. 47—72.
- Был ли праиндоевропейский языком активного строя? (к типологии индоевропейского праязыка) // Вопросы языкознания. — 2017. — № 2. — С. 49—76.
- Из истории исторической лингвистики: Бодуэн де Куртенэ и языковые изменения // Вопросы языкознания. — 2021. — № 2. — С. 98—122.

#### Статьи в Большой российской энциклопедии
- МА́ЙРХОФЕР : [арх. 3 января 2023] / Красухин К. Г. // Большая российская энциклопедия [Электронный ресурс]. — 2016.
- Другие статьи К. Г. Красухина в БРЭ: Бопп, Франц; Дельбрюк, Бертольд; Макаев, Энвер Ахмедович; Младограмматизм.